# 1914
Évszázadok: 19. század – 20. század – 21. század
Évtizedek: 1860-as évek – 1870-es évek – 1880-as évek – 1890-es évek – 1900-as évek – 1910-es évek – 1920-as évek – 1930-as évek – 1940-es évek – 1950-es évek – 1960-as évek
Évek: 1909 – 1910 – 1911 – 1912 –  1913 – 1914 – 1915 – 1916 – 1917 – 1918 – 1919

## Események

### Január
- január 6. – Varsóban megnyitják az 1904-1914 között épített új acélhidat, amelyet 1917-től Józef Antoni Poniatowski herceg után Poniatowski hídnak neveznek.
- január 15. – Lemond az Ismail Qemali vezette albán kormány.[1]
- január 16. – Nyolcévi száműzetés után visszatérhet hazájába Makszim Gorkij orosz író.
- január 18. – Tisza István magyar miniszterelnök zágrábi látogatása.[2]
- január 25. – Kiadásra kerül a Novine, mely a magyarországi szlovének radikális jelleget is viselő nemzetiségi lapja. (A szerkesztő Klekl József.)
- január 31. – Tisza István román nemzetiségi politikusokkal kezd tárgyalásokat. (A megbeszélések februárban eredménytelenül végződnek, mert Tisza feltételeit túl szigorúnak találják.)

### Február
- február 23. –  Postai csomagba rejtett pokolgép robban a Hajdúdorogi egyházmegye hivatalában Debrecenben. Miklósy István görögkatolikus püspök sértetlen marad, de a pokolgép megölte a püspök három munkatársát, Jaczkovics Mihály helynököt, Slepkovszky János titkárt és Csatth Sándor ügyvédet.

### Március
- március 3. – Az ún. máramarosi skizma-perben lázításért és izgatásért elítélik a rutén vádlottakat.
- március 7. – Az európai nagyhatalmak által kiszemelt német Wilhelm zu Wied herceg kerül az albán trónra, I. Vilmos néven. (Vilmos tehetetlennek bizonyult a belső rend helyreállítása terén és még szeptember 3-án elhagyta az országot.)[1]
- március 10. – Németország, Ausztria–Magyarország és Olaszország katonai egyezménye.
- március 15.
  - I. Miklós montenegrói király egy írásában felveti a Szerbiával kötendő unió gondolatát. (Mindkét állam fenntartaná függetlenségét és hatalmon maradna mindkét uralkodó is.)[2]
  - Felépült és termelni kezdett az 1912-ben alapított Fővárosi Serfőző Rt. Kőbányán.
- március 16.
  - A cseh képviselők obstrukciója miatt Ferenc József császár bizonytalan időre elnapolja a bécsi birodalmi gyűlés munkáját, melyet csak 1917-ben újítanak fel.[3]
  - Joseph Caillaux francia pénzügyminiszter felesége Párizsban lelövi a Le Figaro főszerkesztőjét, a férje ellen folytatott lejárató kampány miatt.
- március 22. – II. Vilmos német császár hivatalos látogatásra Bécsbe érkezik.

### Április
- április 4. – Albánia mozgósítást rendel el a Görögországgal fenyegető háború miatt.
- április 5. – Prágában a cseh pártok képviselői nyilatkozatban ítélik el a magyarországi szlovákok és románok nemzeti elnyomását.[3]
- április 9. – Háborús feszültség az USA és Mexikó között, azt követően, hogy a mexikói hadsereg Tampicóban letartóztatta egy amerikai hadihajó legénységét. Wilson elnök bocsánatkérést követel az incidens miatt.
- április 14. – Megkezdi munkáját a második magyar Adria-kutató expedíció.
- április 21.
  - A Franciaország és Nagy-Britannia között fennálló entente cordiale tízéves jubileuma alkalmából a brit királyi pár Párizsba látogat.
  - A tampicói incidensre válaszul az Egyesült Államok hadserege megszállja a mexikói Veracruzt.
- április 23. – Miután az orosz parlamentből kizárják a szocialista képviselőket, sztrájkok robbannak ki Péterváron, Moszkvában és Rigában.

### Május
- május 3. – Lemond a szerb kormány; május 24-én feloszlatják a parlamentet.[4]
- május 6. – A brit alsóház szavazása elutasítja a nők választójogának bevezetésére vonatkozó törvényjavaslatot.
- május 25.
  - Budapesten cseh és szlovák politikusok tárgyalásokat folytatnak a cseh–szlovák együttműködés elmélyítéséról.[3]
  - Írország korlátozott függetlenséget kap; a sziget északi részén fekvő Ulstert kivéve önálló parlamentet választhat.
- május 26. – Budapesten vezető szlovák politikusok értekeznek Matúš Dula SZNP-elnök vezetésével. (Jelen van Emanuel Lehocký, a szlovák szociáldemokraták képviselője is. Új, gyakorlati program kidolgozásáról döntenek, ami a korábban meghatározó konzervatív turócszentmártoni csoport visszaszorulását jelzi. Határoznak a szlovák politikai mozgalmak közös szervezetének, a Szlovák Nemzeti Tanácsnak a felállításáról is, de erre csak 1918-ban kerül sor.)[3]
- május 28. – gróf Károlyi Mihályt választják az Egyesült Függetlenségi és 48-as Párt elnökévé.[5]
- május 29. – A Szent Lőrinc-folyón teherhajóval ütközik, és elsüllyed az „Empress of Ireland” kanadai utasszállító hajó. A szerencsétlenség során a fedélzeten tartózkodó 1500 emberből 1012 életét veszti.

### Június
- június 6. – Jászi Oszkár és Szende Pál vezetésével megalakul az Országos Polgári Radikális Párt. Célja Magyarország általános demokratizálása.
- június 7. – Karel Kramář tervezetet juttat el az orosz kormányhoz az egységes Szláv Birodalom kiterjedéséről, alkotmányáról.[6]
- június 13. – Új kormány alakul Franciaországban; a szocialista René Viviani lesz a miniszterelnök.
- június 13–14. – A konopištěi találkozón II. Vilmos német császár és Ferenc Ferdinánd osztrák–magyar trónörökös elhatározza a szerbellenes háború mielőbbi elindítását.[6]
- június 24.
  - Befejeződik az Északi-tengert a Balti-tengerrel összekötő Vilmos császár-csatorna átépítése, most már a legnagyobb hadihajók is átkelhetnek rajta.
  - I. Péter szerb király fiát, Sándor herceget régensnek nevezi ki.[2]
- június 28. – Szarajevóban Gavrilo Princip szerb diák meggyilkolja Ferenc Ferdinánd főherceget, osztrák–magyar trónörököst és feleségét. (E merénylet a kiváltója az első világháborúnak.)[7]
- június 29. – Bosznia-szerte – főleg Szarajevóban – szerbellenes pogrom bontakozik ki, amely ellen az első napokban a hatóság nem tett semmit.[7]

### Július
- július 3. – Mexikó és az USA képviselői aláírják a békeszerződést; Victoriano Huerta mexikói elnök lemond.
- július 5. – II. Vilmos német császár hűségnyilatkozatot küld Ferenc Józsefnek,[8] bátorítva a Monarchiát, hogy hadat üzenjen Szerbiának, amivel kitört az I. világháború.
- július 7. – A közös minisztertanácsi ülésen Tisza István miniszterelnök a háború ellen foglal állást.
- július 23. – Az Osztrák–Magyar Monarchia ultimátumot intéz Szerbiához.[7]
- július 25.
  - 18 órakor megszakad a diplomáciai viszony az Osztrák–Magyar Monarchia és Szerbia között.[9]
  - Lányával, a stájerországi Bad Gleichenbergből hazafelé tartó Radomir Putnik szerb vezérkari főnököt Kelenföldön a magyar hatóságok letartóztatják, és intézkednek tartós internálására. (Azonban uralkodói döntés alapján a szerb tábornok visszanyerte szabadságát és – lányával együtt – különvonaton elhagyhatta Magyarországot.)[10]
  - A Császári és Királyi Dunai Flottillát a 7. gyaloghadosztály parancsnoksága alá helyezik. (A Duna-flottillát három csoportra osztják, úm. a Zimonyban állomásozó Duna-csoportra, a Bródban állomásozó Száva-csoportra és a Pancsován állomásozó Pancsova-csoportra.)[11]
- július 26. – A monarchia mozgósítja a teljes folyami flottilláját.[11]
- július 27. – A magyar kormány rendeletekkel korlátozza az egyesülési és gyülekezési jogot, továbbá bevezeti a sajtó cenzúrázását.[7]
- július 28.
  - A szerbekhez intézett ultimátum határideje lejár, beáll a hadiállapot az Osztrák–Magyar Monarchiával, kirobban az első világháború.[12]
  - Berlinben a szociáldemokrata párt (SPD) kezdeményezésére háborúellenes tüntetést tartanak.[13]
- július 29. – A szerbek felrobbantják az országhatárt képező, Száván átvezető vasúti híd déli pillérjét Belgrád és Zimony között. (A szolnoki 68. gyalogezred katonái a híd zimonyi oldalánál őrséget állva sikertelenül próbálták megakadályozni a robbanást. A kialakult tűzharcban életét vesztette Kovács Pál, Bíró Gábor és Veres Imre gyalogos.)[14]
- július 30.
  - Oroszország általános mozgósítást rendel el.[15]
  - II. Vilmos német császár kiadja hadműveleti parancsát az Északi-tengeren folytatandó tengeri hadviselésről.[16]
- július 31.
  - Párizsban meggyilkolják Jean Jaurèst,[17] a háborút ellenző szocialista politikust.
  - Ausztria-Magyarország elrendeli a teljes mozgósítást.[3]

### Augusztus
- augusztus 1.
  - Németország hadat üzen Oroszországnak.[18]
  - Franciaországban az ott élő csehekből megalakul a Nazdar nevű önkénteskatonai csoport, mely a francia idegenlégió századaként vesz részt a világháborúban.[3]
  - A montenegrói skupština kinyilvánítja, hogy Szerbiát támogatja a háborúban.[2]
- augusztus 3.
  - Németország hadat üzen Franciaországnak.[17]
  - Olaszország bejelenti semlegességét.[19][20]
- augusztus 4.
  - A német haderő lerohanja Belgiumot.[12]
  - Beáll a hadiállapot Nagy-Britannia és Németország között.[12]
- augusztus 5.
  - Az Osztrák–Magyar Monarchia hadat üzen Oroszországnak.[18]
  - 166 csehországi járás képviseletében a császárhoz címzett lojalitási feliratot adnak át a prágai helytartóságon. Az Szlovák Nemzeti Párt (SZNP) vezetése is lojalitási nyilatkozatot ad közre, bejelentve, hogy a háború tartamára a párt felfüggeszti tevékenységét.[3]
  - A német erők lerohanják a belga Liège erődjét.[21]
- augusztus 6.
  - Szerbia hadat üzen Németországnak.
  - Montenegró hadat üzen a Monarchiának.[2]
  - Józef Piłsudski a lengyel légiók élén Galíciából betör a Lengyel Királyságba (kielcei menetelés), és bejelenti, hogy Varsóban már működik a nemzeti kormány.[22]
- augusztus 7.
  - A francia csapatok – a nagy támadó hadműveletek részeként – betörnek Elzászba. (Augusztus 14-én – ugyanennek a hadműveletnek a részeként – két sereggel Lotharingiába törtek be, azonban a véres harcok eredményt egyik félnek sem hoztak.)[21]
  - A brit kormány hivatalosan felkéri Japánt a német cirkálók elleni „tengeri hadműveletekben” való részvételre.
- augusztus 8. – Montenegró hadat üzen Németországnak.[23]
- augusztus 12.
  - Nagy-Britannia és Franciaország hadat üzen Ausztria–Magyarországnak.[18]
  - A Monarchia támadása Szerbia ellen. (A Liborius Frank gyalogsági tábornok vezette 5. hadsereg, majd két nappal később az Oskar Potiorek táborszernagy irányította 6. hadsereg átkelt a Drinán, és keleti irányba előrenyomult.)[24]
- augusztus 13. – Az isztriai partok előtt aknazárra fut, és elsüllyed a Baron Gautsch osztrák személyszállító gőzhajó. (A katasztrófa 147 emberéletet követel.)
- augusztus 15.
  - Átadják az Atlanti- és a Csendes-óceán közötti víziutat, a Panama-csatornát.[25]
  - Japán ultimátumot küld Németországnak.[23]
- augusztus 16.
  - Matúš Dula, az SZNP elnöke levélben tiltakozik Tisza István miniszterelnöknél ellenzéki szlovák politikusok megfigyelése és internálása miatt.[26]
  - Az Osztrák–Magyar Monarchia haditengerészete elszenvedi első jelentősebb veszteségét. (A montenegrói partok előtt blokádszolgálatot teljesítő Zenta cirkálót egy egész francia csatahajóflotta lepte meg, s az egyenlőtlen küzdelemben a kiöregedett cirkáló elsüllyedt.)[27]
  - A császári és királyi hadsereg-főparancsnokság Przemyślbe teszi át székhelyét.[28]
  - – Galíciában Józef Piłsudski – Ausztria-Magyarország támogatására – a különböző lengyel lövészegyletekből létrehozza a lengyel légiót. (Ezeket az Oroszország elleni harcokban kívánják bevetni.)[29][22]
- augusztus 18. – A német seregek megindulnak nyugatnak.[21]
- augusztus 20.
  - A német 8. hadsereg három hadteste Gumbinnennél megütközik az 1. orosz hadsereggel. (A csata eldöntetlen maradt, mert Max von Prittwitz német parancsnok a küzdelmet félbeszakította és visszavonulást rendelt el.)[30]
  - Az orosz hadsereg önálló alakulataként megalakul a Cseh Druzsina nevű katonai szervezet. (December 17-e után a cseh és szlovák hadifoglyok is tagjai lehetnek.)[31]
- augusztus 20–27. – A nyugati hadszíntér „határmenti” csatái.[21]
- augusztus 21. – Részleges napfogyatkozás figyelhető meg Magyarországról.
- augusztus 23.
  - Japán hadat üzen Németországnak.[23]
  - Kelet-Poroszországban a német 8. hadsereg vezetését a reaktivált Paul von Hindenburg veszi át Max von Prittwitz-től.[30]
- augusztus 24.
  - A szerb haderő szívós ellenállása, és a támadók taktikai hibái miatt a Monarchia Szerbia elleni offenzívája kudarccal végződik. (A támadók kénytelenek a kiinduló állásaikba visszahúzódni.)[24]
  - Ausztria–Magyarország hadat üzen Japánnak.
- augusztus 25–31. – A tannenbergi csata, mely az oroszok feletti német győzelemmel ér véget.[30]
- augusztus 26. – A japán–brit flotta megérkezik Németország kínai koncessziós területének adminisztratív és katonai központjához, Csingtaóhoz, másnap pedig blokád alá veszi.[23]
- augusztus 27. – Az Osztrák–Magyar Monarchia hadat üzen Belgiumnak.
- augusztus 29. – Egy új-zélandi expedíciós erő ellenállás nélkül elfoglalja Német Szamoát, elsőként a német gyarmatok közül.[23]

### Szeptember

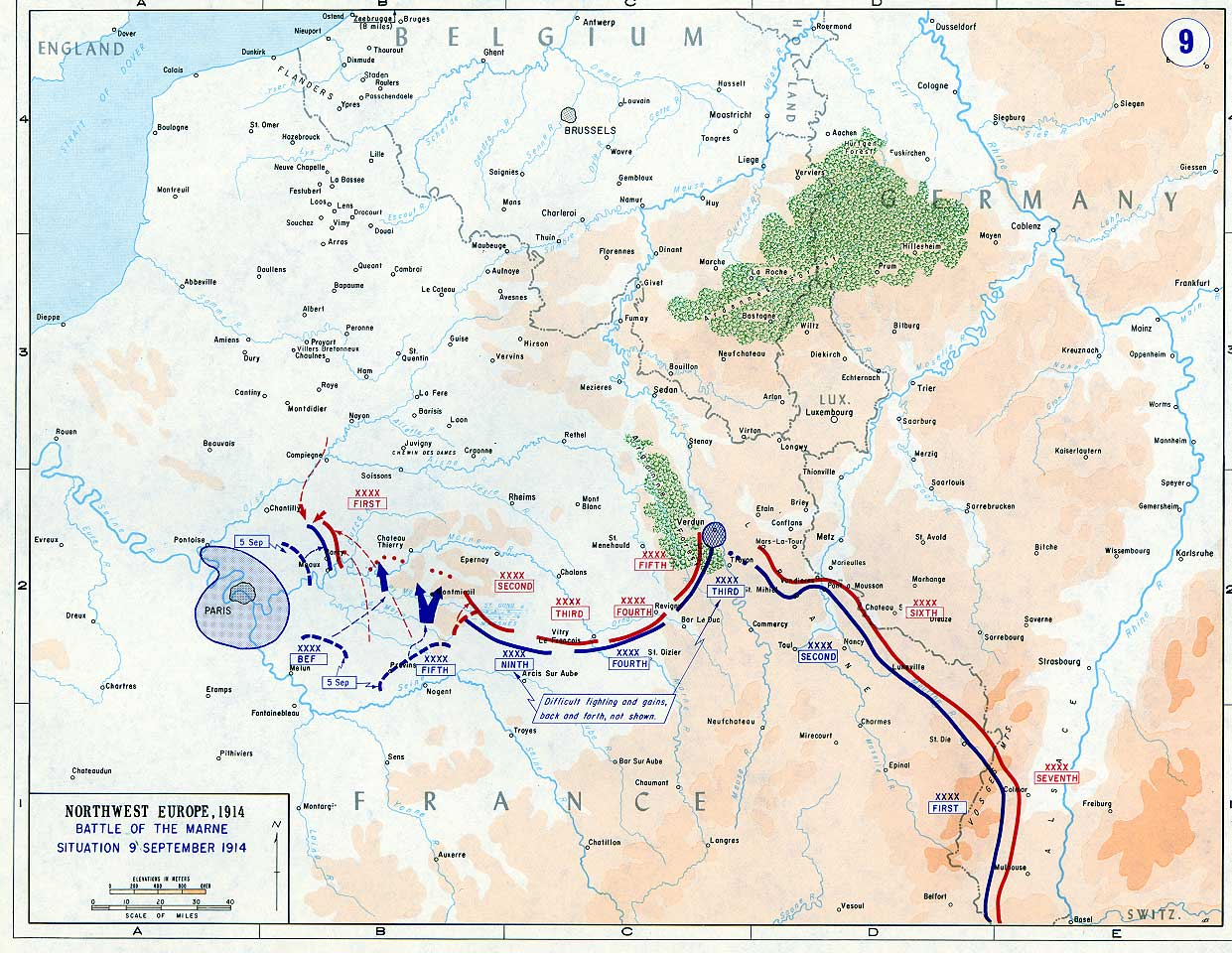
A nyugati front helyzete szeptember 9-én

- szeptember 2. – Chicagóban megalakul az amerikai csehek központi szervezete, a Cseh Nemzeti Szövetség.[31]
- szeptember 3.
  - A X. Piusz halála után összeült konklávé Giacomo della Chiesa bolognai érseket választja pápává, aki a XV. Benedek nevet veszi fel.[32]
  - A francia kormány Bordeaux-ba menekül[17] (december 22-éig).
  - I. Vilmos albán király távozik az országból.[33]
- szeptember 4. – Letartóztatják Václav Klofáč cseh nemzeti szocialista képviselőt, s több cseh politikust, újságírót.[31]
- szeptember 5–9. – Az első marne-i csata. (A német előrenyomulás megakad, kialakul a lövészárok-hadviselés.)[21]
- szeptember 6. – Paul von Hindenburg a szeptember 15-éig tartó hadműveletben érzékeny csapást mér a Mazuri-tavaknál az orosz 1. hadseregre.
- szeptember 10. – Két szerb hadosztály átmenetileg elfoglalja Zimonyt. (Az osztrák-magyar csapatoknak az ellenséget szeptember 14-re sikerült visszaszorítani)[24]
- szeptember 11.
  - A William Holmes ezredes vezette ausztrál expedíciós haderő partra száll a Német Új-Guineához tartozó Blanche-öbölben.[23]
  - A szerbek benyomulnak Boszniába és támadást indítanak Szarajevó irányába. (Az osztrák-magyar csapatoknak az ellenséget október végére sikerül kiszorítania a területről.)[24]
  - Az osztrák-magyar hadvezetőség – tartalékok hiányában – Galícia keleti és középső részének feladása mellett dönt. (Przemyśl városát a körülötte lévő erődítményekkel az orosz 3. hadsereg szeptember 17-én körülzárta.)[24]
- szeptember 12. – A császári és királyi hadsereg-főparancsnokság elhagyja Przemyślt és Neu-Sandezbe költözik.[28]
- szeptember 12–26. – Tomáš Masaryk hollandiai utazása során kapcsolatot teremt angliai politikusokkal.[31]
- szeptember 15.
  - Szergej Szazonov orosz külügyminiszter fogadja az oroszországi csehek küldöttségét, a kormánya támogatásáról biztosítja a csehek Monarchia-ellenes küzdelmét. (A küldöttséget két nap múlva Miklós cár is fogadta.)[31]
  - A Császári és Királyi Dunai Flottilla parancsnokságát Wulff Olaf sorhajóhadnagy veszi át ideiglenesen Friedrich Grund fregattkapitánytól. (A parancsnokságot október 2-án adja át a flottilla élére újonnan kievezett Lucich Károly sorhajókapitánynak, aki 1917 decemberéig maradt a posztján.)[11]
- szeptember 16. – Az orosz hadsereg főparancsnoksága a Habsburg Monarchia nemzeteihez intézett többnyelvű felhívásában az elnyomott nemzetek felszabadítását ígéri.[31]
- szeptember 17.
  - Przemyśl első ostromának kezdete. (Az ostrom október 10-ével véget ér, de még másik kettő követi.)[28]
  - Az Eduard Haber főkormányzó vezette új-guineai német erők megadják magukat, cserébe az ausztrálok nagyvonalú engedményeket tesznek a német lakosság számára. (A kormányzat kapitulációja Német Új-Guinea teljes területére vonatkozott, beleértve a mikronéziai szigetvilágot. A továbbiakban csupán Hermann Detzner kapitány és néhány társa folytatta az ellenállást, visszahúzódva a dzsungelba, ők viszont a világháború végéig kitartottak.)[23]
- szeptember 25. – Az orosz csapatok az Uzsoki-hágón át benyomulnak Magyarországra.[5]
- szeptember 28. – A Moltkét váltó német vezérkari főnök, Erich von Falkenhayn elrendeli Antwerpen lövetését, egyúttal gyalogsági erőket von össze a rohamra.[34]
- szeptember 29. – A japán haditengerészet hozzákezd Németország mikronéz gyarmatainak elfoglalásához. (Október 21-re a Japán Birodalom teljes Német Mikronéziát megszállja.)[23]

### Október
- október 1.
  - Törökország lezárja a Dardanellákat. Ezt azzal indokolják, hogy egy angol–francia hajóraj jelent meg a szoros bejáratánál.
  - Julián naptár szerint szeptember 18. Az Oroszország és Románia közti jegyzékváltásban az orosz fél elismeri Romániának azt a jogát, „hogy magához kapcsolja az Osztrák—Magyar Monarchia románok által benépesített területeit".[35]
- október 2. – Hermann Kusmanek von Burgneustädten gyalogsági tábornok, Przemyśl várparancsnoka visszautasítja a bolgár származású Radko Dimitrijev altábornagynak, a 3. orosz hadsereg parancsnokának az erőd feladására vonatkozó követelését.[28]
- október 6. – A belga haderő és az oldalukon harcoló brit királyi haditengerészek és tengerészgyalogosok megkezdik kivonulásukat Antwerpenből.[34]
- október 10. – A németek kezére kerül Antwerpen.[34]
- október 12. – Az első ypres-i csata kezdete.[34]
- október 14. – A német tudomány és kultúra 93 képviselője Felhívás a civilizált világhoz címmel kiáltványt tesz közzé, amelyben igazolni próbálják a német hadüzenetet. „A német militarizmus nélkül a német kultúra már rég eltűnt volna a föld színéről.”[36][37]
- október 14–29. – Tomáš Masaryk második hollandiai útján találkozik Robert William Seton-Watsonnal, aki az angol külügyminisztérium részére memorandumot készít Masaryk cseh államalapítási elképzeléseiről.[31]
- október 29.
  - Törökország belép az első világháborúba a központi hatalmak oldalán.
  - Habsburg–Tescheni Frigyes főherceg, a közös osztrák-magyar hadsereg főparancsnoka katonai közigazgatás bevezetését kéri a császártól. (Kérést december 5-én megismétli, de a császár nem teljesíti.)[31]
- október 30. – Az olasz haditengerészet deszanthajóinak egy csoportjával lerohanja az Albán Fejedelemség fennhatósága alatt lévő Sasenzo szigetét és partra száll Valonánál, elfoglalva annak kikötőjét. (A város és környéke is olasz fennhatóság alá kerül december 25-én, melyet az 1915. április 26-i londoni egyezményben az antant hatalmak jóváhagynak.)[1]
- október 31. – Csingtao ostroma.[23]

### November
- november 1. – Az Oszmán Birodalom hadat üzen Oroszországnak.[38]
- november 2. – Anglia bejelenti az Északi-tenger blokádját. (A tenger északi kijáratát Skócia és Norvégia között aknák telepítésével és cirkáló őrhajókkal most már a semleges hajózás elől is teljesen lezárta.)[16]
- november 3. –  Oroszország hadat üzen az Oszmán Birodalomnak.[38]
- november 6. – A Drina, valamint a Száva átlépésével a császári és királyi 5. és 6. hadsereg újabb offenzívát indít Szerbia ellen.[24]
- november 7.
  - Az angol tengeri blokádra válaszul Hugo von Pohl admirális, a német flotta vezérkari főnöke és Alfred von Tirpitz nagyadmirális, haditengerészeti államtitkár azt javasolja Theobald von Bethmann-Hollweg kancellárnak, hogy minősítsék hadiövezetnek az Anglia körüli vizeket.[16]
  - Károlyi Mihály esküvője Andrássy Katinka grófnővel.[39]
- november 11.
  - A német vezérkari főnök, Erich von Falkenhayn leállítja az Ypres elleni támadást, az első ypres-i csata – és az 1914-es esztendő utolsó jelentősebb harci cselekményének – vége.[34]
  - Szerbia hada üzen Törökországnak.[38]
- november 12. – Törökország hadat üzen Angliának és Franciaországnak.
- november 15. – A szerbek feladják Valjevót.[24]
- november 23. – Monarchia-ellenes röplapok terjesztéséért Ostravában halálra ítélik Slavomír Kratochvíl přerovi lakost, majd decemberben további két cseh polgárt. (1915-ben hasonló váddal 18 csehországi lakost ítéltek halálra, amit a Monarchia-ellenes külföldi propaganda igyekezett több tízezer ember életére törő csehellenes bosszúhadjáratnak beállítani.)[31]
- november 24. – Mussolinit kizárják az Olasz Szocialista Pártból, mert háborúpárti lett.

### December
- december 2. – Az osztrák-magyar csapatok bevonulnak a kiürített Belgrádba.[24]
- december 3–4. – Az arandjelovaci csata.[24]
- december 4. – Megkezdődik a limanovai csata, melynek során a főleg magyarokból álló hadtest nagy emberáldozatokkal ugyan, de feltartóztatja az orosz előrenyomulást.
- december 7. – A niši deklaráció, melyben a szerb kormány kijelenti, hogy célja a délszláv népek felszabadítása és állami egyesítése.[2]
- december 10. – Megkezdődik az osztrák–magyar csapatok általános visszavonulása Szerbiából. (A Szabácsnál átkelni szándékozó csapatok fedezésére december 11-én a Szávára küldték a Szamos és a Maros monitorokat, melyek december 13-ig biztosították az átkelést.)[40]
- december 15. – A kimerült osztrák-magyar csapatok valamennyi általuk megszállt szerb területet kiürítik. (A Szerbia elleni 1914-es hadjáratokban a dunai birodalom 275 ezer, Szerbia 130 ezer főt veszített. A szerb hadsereg annyira meggyengült, hogy 1915-ben képtelen volt támadólag fellépni a Monarchia ellen.)[24]
- december 17. – Anglia protektorátusa alá helyezi Egyiptomot.
- december 18. – Tomáš Masaryk – Olga nevű leányával – gyógyüdülés ürügyén Olaszországba utazik, és Rómában elkezdi emigrációs politikai tevékenységét.[31]

### Határozatlan dátumú események
- augusztus – Nyikolaj Nyikolajevics orosz nagyherceg kiáltványban fordul Orosz–Lengyelország népeihez, melyben kijelenti, hogy minden lengyel területet az orosz cár jogara alatt kell egyesíteni, s ha ez megvalósul, a lengyelek önkormányzatot fognak kapni.[41]

## Az év témái

### 1914 az építészetben
- Március 14-én megnyílt az Astoria Szálló.

### 1914 a filmművészetben
- Asszonyember, The Squaw Man – rendező Cecil B. DeMille
- Tillie's Punctured Romance – rendező Mack Sennett, főszereplő Charles Chaplin
- Engelein (Angyalka) – rendező Urban Gad
- Anna Karenina – rendező Vladimir Gardin
- Bánk bán – rendező Kertész Mihály[42]
- A becsapott újságíró – rendező Korda Sándor
- A tolonc – rendező Kertész Mihály[42]

### 1914 az irodalomban
- megjelenik Tormay Cécile Régi ház című családregénye
- Megjelenik Viktor Sklovszkij: A szó feltámadása című elméleti írása, az orosz formalizmus mint irodalomelméleti irányzat kialakul.

### 1914 a tudományban
- Megjelenik az Ullmann Vegyipari Enciklopédia, amely hamarosan általános hivatkozási alappá válik.

### 1914 a vasúti közlekedésben
- február 2. – Német Kelet-Afrikában megnyitják a Tanganyika-vasútvonalat.
- június 15. – Német–brit megállapodás a Bagdad-vasútról.
- október 14. – Átadják a magyar kormány által épített dalmáciai vasútvonal első szakaszát.

## Születések
- január 5. – 
  - Straub F. Brunó biokémikus, akadémikus, 1988 és 1989 között a Magyar Népköztársaság Elnöki Tanácsa utolsó elnöke († 1996)
  - Tihanyi Károly magyar-latin szakos tanár († 2006)
- február 1. – Vargyas Lajos magyar néprajz- és népzenekutató, († 2007)
- február 5. – William S. Burroughs amerikai író († 1997)
- február 6. – Petri Gábor orvos, sebész, az MTA tagja († 1985)
- február 18. – Szőts Endre geológus, paleontológus († 1984)
- március 4. – Robert Rathbun Wilson amerikai fizikus († 2000)
- március 5. – Philip Farkas magyar származású amerikai kürtművész és pedagógus († 1992)
- március 14. – Barabás Sári színésznő, opera-énekesnő († 2012)
- március 26. – William Westmoreland, a Vietnámban állomásozó amerikai csapatok főparancsnoka, majd 1969–1972 között a hadsereg vezérkari főnöke († 2005)
- március 28. – Bohumil Hrabal író († 1997)
- március 28. – Osztrovszki György iparpolitikus, vegyészmérnök, az MTA tagja († 1988)
- március 30. – Pecznik János magyar agrokémikus, egyetemi tanár († 1997)
- március 31. – Octavio Paz Nobel-díjas mexikói író († 1998)
- április 4.  - Farkas Ilonka magyar operaénekesnő (lírai szoprán), magánénektanár, zenei szakkönyvíró († 1999)
- április 22. – Michael Wittmann, a 101-es nehéz SS-páncélososztály 2. századának parancsnoka († 1944)
- május 22. – Nyikolaj Fjodorovics Makarov szovjet fegyvertervező († 1988)
- május 24. – Tábori György magyar író, műfordító és színrendező volt, a 20. századi világszínház meghatározó alakja († 2007)
- május 24. – Mészáros Ági kétszeres Kossuth-díjas magyar színésznő († 1989)
- július 2. – Erich Topp, a második világháború harmadik legsikeresebb tengeralattjáró-parancsnok „ásza” († 2005)
- július 6. – Földes Éva sporttörténész, neveléstörténész, az 1948. évi londoni olimpia művészeti versenyeinek harmadik helyezettje († 1981)
- július 9. – Turopoli Géza magyar tisztviselő, vállalatvezető, országgyűlési képviselő († 1993)
- július 16. – Tomcsányi Mihály kárpátaljai író († 1975)
- július 17. – Tolnay Klári kétszeres Kossuth-díjas magyar színésznő († 1998)
- július 31. – Louis de Funès francia komikus színész († 1983)
- augusztus 15. – Egry Mária színésznő († 1993)
- augusztus 19. – Baróti Lajos labdarúgó és edző († 2005)
- augusztus 22. – Baróti Géza író, újságíró († 1993)
- szeptember 1. – Nagy Géza művelődésszervező, műfordító († 1981)
- szeptember 2. – Homoki Nagy István Kossuth-díjas filmrendező, természetfilmes († 1979)
- szeptember 7. – James Van Allen amerikai fizikus, csillagász († 2006)
- szeptember 8. – Pataky Jenő magyar színész, érdemes művész († 1996)
- szeptember 15. – Creighton Abrams amerikai tábornok, a vietnámi háború során az amerikai csapatok parancsnoka volt 1968 és 1972 között († 1974)
- szeptember 24. – Fónay Márta Jászai Mari-díjas magyar színésznő († 1994)
- október 17. – Márkos Albert romániai magyar zeneszerző, karnagy, tanár († 1981)
- október 27. – Bálint Endre Kossuth-díjas festőművész († 1986)
- október 28. – Dr. Jonas Edward Salk, a paralízis elleni vakcina kidolgozója († 1995)
- november 2. – Kónya Lajos magyar író, költő († 1972)
- november 2. – Bite Pál magyar kémikus, egyetemi oktató († 1989)
- november 13. – Határ Győző Kossuth-díjas magyar író († 2006)
- november 16. – Diószegi Balázs magyar festőművész († 1999)
- december 9. – Bakos László magyar orvos, reumatológus († 1991)
- december 12. – Patrick O'Brian ír novellista, író († 2000)
- december 17. – Karinthy Gábor magyar költő († 1974)
- december 21. – Lukács Margit Kossuth-díjas magyar színésznő, a nemzet színésze († 2002)

## Halálozások
- január 3. – Csikász Imre, szobrászművész (* 1884)
- február 14. – Joshua Lawrence Chamberlain főiskolai professzor, az amerikai polgárháborúban az északiak tisztje (* 1828)
- március 21. – Udránszky László, orvos, fiziológus, egyetemi tanár, az MTA levelező tagja (* 1862)
- március 25. – Frédéric Mistral, Nobel-díjas francia költő (* 1830)
- április 25. – Fejérváry Géza, magyar táborszernagy, miniszterelnök (* 1833)
- május 25. - Kossuth Ferenc, politikus, országgyűlési képviselő, Kossuth Lajos idősebbik fia. (* 1841)
- május 30. – Juhász Árpád, festőművész (* 1863)
- június 1. – Feszty Árpád, festőművész (* 1856)
- június 10. – Lechner Ödön, építész (* 1845)
- június 21. – Bertha von Suttner, Nobel-békedíjas (1905) osztrák írónő, pacifista (* 1843)
- június 28. – Habsburg–Lotaringiai Ferenc Ferdinánd osztrák–magyar trónörökös osztrák főherceg, 1896-tól az Osztrák–Magyar Monarchia trónörököse (* 1863)
- július 1. – Zsélyi Aladár, gépészmérnök, repülőgép-tervező, a magyar repülés úttörője (* 1883)
- július 3. – Joseph Chamberlain, brit politikus (* 1836)
- július 9. – Pósa Lajos, a magyar gyermekirodalom klasszikusa, dalszerző (* 1850)
- július 20. – Wartha Vince, kémikus, műegyetemi tanár, az MTA tagja (* 1844)
- augusztus 20. – X. Piusz pápa (* 1835)[43]
- augusztus 29. – Alekszandr Vasziljevics Szamszonov, orosz katonatiszt, a 2. orosz hadsereg parancsnoka az első világháborúban (* 1859)
- szeptember 25. – Theodore Nicholas Gill, amerikai ichthiológus, mammalógus, a puhatestűek kutatója és könyvtáros (* 1837)
- október 2. – Sámuel Kornél szobrászművész (* 1883)
- október 10. – I. Károly román király[44]
- október 24. – Zulawszky Béla olimpiai ezüstérmes vívó, honvédtiszt (* 1869)
- november 24. – Dr. Réthy László, etnográfus, numizmatikus (* 1851)
- december 27. – Herman Ottó, természettudós (* 1835)

## Nobel-díjasok
- A Nobel-díjat a svéd Alfred Nobel alapította, 1901 óta adják át, melyet a Svéd Királyi Tudományos Akadémia ítél oda a tudomány, az irodalom és humanitárius területen kimagasló eredményt elért magánszemélyeknek, illetve intézményeknek.

| Fizikai            | Max von Laue, német fizikus                         |
| Kémiai             | Theodore William Richards amerikai kémikus          |
| Orvosi-fiziológiai | Bárány Róbert, magyar-osztrák származású svéd orvos |
| Irodalmi           | nem adták ki                                        |
| Béke               | nem adták ki                                        |